# Изчезване на Ларс Митанк
Ларс Йоахим Митанк (на немски: Lars Joachim Mittank) е германец, който изчезва на 8 юли 2014 г. близо до летище Варна. Митанк е на почивка в Златни пясъци, където участва в бой, след който не успява да се прибере у дома с приятелите си поради здравословни причини. Когато остава сам, Митанк започва се държи странно, а няколко дни по-късно изчезва в гората близо до варненското летище по неизвестна причина. Към днешна дата все още се издирва.

## Изчезване
На 30 юни 2014 г. 28-годишният Ларс Митанк пристига с приятелите си във Варна. Отсядат в курорта Златни пясъци близо до града. На 6 юли 2014 г. Митанк и компанията му посещават бар в града, където влизат във футболен спор с други германци – Митанк е запалянко на Вердер Бремен, докато другите са фенове на Байерн Мюнхен. След като напускат бара, Митанк си тръгва сам. На следващата сутрин се появява в Златни пясъци и казва на приятелите си, че е бил пребит от група от четирима, които са били наети от германците, с които са се спречкали предходната вечер. Вследствие побоя, Митанк е с травма на челюстта и спукано тъпанче. Отива на лекар, доктор Коста Костов, който го съветва да не лети със самолет заради травмите си и му предписва антибиотика Цефпрозил. Приятелите на Митанк предлагат да останат с него, но той настоява, че ще се оправи сам и им казва да си хванат полета към вкъщи.
Митанк напуска курорта с приятелите си и отсяда във варненския хотел Color. Ден след като приятелите му напускат страната, той започва да се държи странно, а особеното му поведение е записано от охранителните камери на хотела. Той прекарва само една нощ в хотела, през която показва вид на параноичен и уплашен човек. От хотела се обажда на майка си и шепнешком ѝ обяснява, че четирима души го преследват, и ѝ казва да блокира кредитните му карти.
За последно Митанк е видян на 8 юли 2014 г. на летище Варна, когато е и полетът му към Германия. Докато е при лекаря на летището, прегледът му е прекъснат от човек от строителния екип, при което Митанк изпада в паника. След това Митанк излиза от лекарския кабинет и напуска терминала на летището, зарязвайки всичкия си багаж и мобилния си телефон. Охранителните камери на летището го заснемат как бяга, прескача 2,5-метровата ограда на летището, излиза на поляна и изчезва в близкото слънчогледово поле близо до магистрала Хемус. След това следите му изчезват и повече не е видян.
Българските и германските лекари са на мнение, че странното поведение на Митанк е резултат от рядък страничен ефект на Цефпрозил. Той съдържа цефалоспорин, за който е известно, че може да породи психотични странични ефекти, включително халюцинации и параноя.